# 科尔宾根
科尔宾根是德国巴登-符腾堡州的一个市镇。总面积16.49平方公里，总人口1279人，其中男性627人，女性652人（2011年12月31日），人口密度78人/平方公里。